# Tiefseefächer

Der submarine Mississippi-Fächer im Golf von Mexiko am Fuß des gleichnamigen unterseeischen Canyons

Tiefseefächer, auch submarine Fächer, sind fingerförmige Sedimentbedeckungen des Meeresbodens, ausgehend vom Endpunkt (Mündung) eines submarinen Canyons.
Tiefseefächer entstehen ähnlich wie Schwemmfächer in ariden Gebieten: Suspensionsströme transportieren, ähnlich Flüssen, Lockermaterial vom Kontinentalschelf und -hang in die Ozeanbecken, oft durch tief in die Kontinentalhänge eingeschnittene Canyons. Wo der Hang flacher und die Strömungsgeschwindigkeit geringer wird, lagert sich das Material als Lockersediment ab (Turbidite). Durch wiederholte Ablagerung entstehen submarine Fächer.
Diese können unterschiedliche Morphologien aufweisen: radial oder länglich. Ihre Größe kann von einem bis zu tausend Quadratkilometer betragen. Es werden hauptsächlich marine und pelagische Sedimente abgelagert.
Der weltweit größte aktive Tiefseefächer ist der Bengalische Tiefseefächer.